# Народна странка (Црна Гора)
Народна странка (НС) је политичка странка у Црној Гори. Основана је 1990. године, и од тада па све до 2009. године била је парламентарна странка у Црној Гори. Имала је значајну улогу у политичком животу. Редовно је учествовала на републичким и локалним изборима. Повремено је учествовала и на савезним изборима. У појединим периодима учествовала је и у власти, на републичком и савезном нивоу.
Иако се програмски залагала за очување државног јединства Црне Горе и Србије, прво у оквиру Савезне Републике Југославије (1992-2003), а потом у оквиру Државне заједнице Србије и Црне Горе (2003-2006), Народна странка је у пракси значајно допринела дестабилизацији заједничке државе, бојкотујући савезне изборе у мају 1992. године и септембру 2000. године, а највећи раскорак између програмских начела НС и њене политичке дјелатности догодио се у раздобљу од краја 1997. до почетка 2001. године, када је НС својим пристајањем уз републичку власт пресудно допринела учвршћивању режима Мила Ђукановића.

## Историја
Средином фебруара 1990. године, у Подгорици је формиран Иницијативни одбор за оснивање Народне странке. Током наредних мјесеци, у стварање странке укључио се низ истакнутих јавних личности, међу којима су већину чинили дотадашњи политички дисиденти и други опозиционо оријентисани интелектуалци: Новак Килибарда, Павле Милић, Нада Лазаревић, Божидар Бојовић, Митар Чворовић, Драган Шоћ и други. Народна странка је и званично основана 12. маја 1990. године, непосредно након увођења вишестраначког система. За првог предсједника изабран је Новак Килибарда, који је на тој дужности остао од 1990. до 2000. године.

### Питање страначког назива
Једно од кључних питања које се поставило током припрема за оснивање странке, било је питање о њеном будућем називу. Већ током првих расправа, показало се да то питање има посебан значај за политичко и идентитетско профилисање странке. У то вријеме, када су чињени први кораци ка увођењу вишестраначког система, у опозиционим круговима постојала је склоност ка позивању на обнову старих политичких традиција, што се на пољу страначке политике манифестовало у виду тежње за обновом некадашњих историјских странака. Стога је већ од стварања Иницијативног одбора постојала тежња ка усвајању назива Народна странка, уз позивање на политички континуитет са историјском Народном странком из времена Књажевине Црне Горе, која је била основана 1906. године, те је у јавности често помињана и као најстарија странка у Црној Гори.
Иако је то било тачно за подручје некадашње Црне Горе (књажевине и краљевине), савремена Црна Гора је заједно са тим насљеђем равноправно баштинила и политичко насљеђе других области, које су касније ушле у њен састав, што се у првом реду односило на подручје Боке которске, које је имало знатно старију традицију политичког организовања. Још од 1879. године, на том подручју је дјеловала Српска народна странка, која је била за више од четврт вијека старија од Народне странке у тадашњој Књажевини Црној Гори. Стога се међу иницијаторима већ током прољећа 1990. године јавило приједлог у прилог назива са српском националном одредницом, који би гласио: Српска народна странка. За тај приједлог највише се залагао Богољуб Шијаковић, али томе се одлучно супротстављао Новак Килибарда, за којим се потом повела и већина чланова Иницијативног одбора. Не желећи да се сложи са таквим односом према српској идентитетској одредници, Шијаковић је у знак протеста напустио Иницијативни одбор, чиме је на симболичан начин био означен и почетак бројних разилажења која су током наредних година обиљежила развој ове странке.
Питање о увођењу српске одреднице у назив странке покретано је и током наредих година, али без успјеха. Тим поводом се у страначком руководству развила посебна врста односа према називу Народна странка, који је уздигнут на степен симбола са посебним значењем, уз редовно позивање на политички континуитет са историјском Народном странком (1906) која је упорно проглашавана за "најстарију" политичку странку у Црној Гори. Тиме је на посредан начин прећуткивано да политичке традиције Боке которске и тамошње знатно старије Српске народне странке (1879) такође представљају равноправни дио политичке баштине савремене Црне Горе.
Након замирања политичке дјелатности, почевши од 2016. године, руководство Народне странке је постепено сведено на неколицину чувара страначког назива, који никада није ни имао оно значење и значај који су му упорно придавали Новак Килибарда и његови идеолошки сљедбеници, који су се годинама борили против сваког приједлога за увођење српске одреднице у назив странке. Чак и 2018. године, у вријеме када се појавила иницијатива за уједињење остатака Народне странке са политички активном Демократском српском странком (ДСС), руководиоци већ увелико расуте Народне странке предлагали су да се страначко обједињавање изврши управо под називом Народне странке, на шта руководство ДСС није могло пристати, управо због тога што би прихватање назива без српске националне одреднице представљало чин одрицања од аутентичног српског политичког идентитета, који је био обиљежје ДСС од њеног оснивања.

### Опозициона дјелатност
На првим вишестраначким скупштинским изборима који су у Црној Гори одржани у децембру 1990. године, Народна странка је освојила 39,146 гласова (13,84%) и 13 посланичких мандата, што је био значајан успјех. Међутим, већ током 1991. године, дошло је до озбиљних подјела у странци, које су настале управо поводом односа страначког руководства према националном питању. Пошто је већи дио руководства стао уз Новака Килибарду, странку је напустило двоје потпредсједника, Павле Милић и Нада Лазаревић, који су потом формирали Српску народну обнову у Црној Гори. У прољеће 1992. године дошло је до нових потреса у странци, који су били подстакнути одлуком Новака Килибарде да НС не учествује на савезним изборима, расписаним за 31. мај. Након низа унутрашњих спорова, дошло је до коначног раскола у странци, а отцјепљено крило је потом формирало Народну демократску странку на челу са Митром Чворовићем. У међувремену, Килибарда је одлучио да пружи подршку тадашњем савезном премијеру Милану Панићу, тако да је Народна странка учествовала на новим савезним изборима који су одржани у децембру 1992. године, освојивши 34,436 гласова и 4 мандата.
Народна странка је крајем 1993. године одиграла неславну улогу у процесу доношења новог закона о државним симболима. Иако се на ријечима залагало за изворну црвено-плаво-бијелу тробојку, руководство НС је накнадно прихватило "компромисни" приједлог да се плава боја озакони као плаветна, уз позивање на употребу тог термина у Уставу Црне Горе из 1905. године. Иако је тај термин био поетски синоним за плаву боју, већ током расправе је постало извјесно да се поменути термин од стране владајуће ДПС предлаже са другачијом намјером, како би се у нову државну заставу увела нека посебна нијанса плаве боје. Иако се могло очекивати да ће руководство НС одбацити такве покушаје манипулације, догодило се управо супротно - посланици НС су подржали приједлог владајуће ДПС, за који су потом и гласали. Тако је највећа просрпска странка постала саучесник у озваничењу потпуно нових рјешења, која су се недуго потом показала као саставни дио осмишљене антисрпске политике.
Током 1996. године, руководство НС се заложило за стварање шире коалиције опозиционих странака, ступивши у преговоре са Либералним свезом Црне Горе (ЛСЦГ). Иако су двије странке у програмском смислу знатно удаљене, њихова руководства су успјела да се договоре о склапању коалиције, са циљем промјене тадашње власти. На скупштинским изборима који су у Црној Гори одржани у новембру 1996. године, НС и ЛСЦГ су наступиле у оквиру коалиције под називом Народна слога, која је освојила 74,963 гласова (24,91%), односно 19 мандата.
Непосредно по конституисању новоизабраног сазива Скупштине Црне Горе, у руководству НС је почетком 1997. године дошло до спора по питању даље сарадње са ЛСЦГ. Дио руководства око предсједника Новака Килибарде залагао се за наставак сарадње са ЛСЦГ у оквиру коалиције Народна слога, што је довело до стварања заједничког посланичког клуба. Са том одлуком није се слагао дио руководства НС окупљен око потпредсједника Божидара Бојовића, позивајући се на одредбе коалиционог споразума који је предвиђао да ће двије странке у случају изборног неуспјеха наставити да дјелују самостално, што је подразумјевало пуну слободу политичког дјеловања, уз стварање одвојених посланичких клубова.
У исто вријеме, дио руководства НС око предсједника Новака Килибарде почео се изјашњавати за успостављање сарадње са владајућом Демократском партијом социјалиста, односно са оним дијелом ДПС који је предводио Мило Ђукановић. Усљед све израженијих програмских разлика, дошло до унутрашњег страначког раскола и стварања посебне Српске народне странке, на челу са Божидаром Бојовићем.

### Подршка Ђукановићевом режиму (1997-2001)
На предсједничким изборима који су у Црној Гори одржани у октобру 1997. године, руководство НС је подржало избор Мила Ђукановића. Уочи избора, НС је 25. августа склопила посебан споразум са појединим суверенистичким и мањинским странкама, којим су све потписнице преузеле обавезу да на предстојећим изборима неће истицали сопствене председничке кандидате, чиме су створени предуслови за потоње сврставање опозиције уз Мила Ђукановића, а против Момира Булатовића. Иако је изборни процес био праћен бројним неправилностима, руководство НС је признало званичне изборне резултате, сврставши се отворено на страну Ђукановићевог режима. У вријеме спора око изборних резултата, Новак Килибарда је као председник НС упутио јавни позив НАТО пакту да интервенише у Црној Гори, што је наишло на бурне реакције у политичкој и широј јавности.
Коалиција између Народне странке и Ђукановићевог режима озваничена је 5. фебруара 1998. године, када је извршена реконструкција Владе Црне Горе, у коју су ушли и представници НС. За потпредсједника Владе изабран је Предраг Дрецун, високи функционер НС, а странка је добила и два министарска мјеста. Уласком у власт, НС је као дотадашња опозициона странка прибавила неопходну демократску легитимизацију Ђукановићевом режиму.
На скупштинским изборима који су у Црној Гори одржани у мају 1998. године, Народна странка је учествовала у оквиру коалиције Да живимо боље, коју је предводио Мило Ђукановић. Након изборне побједе, челници НС су изабрани на високе државне функције. Новак Килибарда је изабран за потпредседника Владе Црне Горе, уместо Предрага Дрецуна, а остали челници НС су добили министарске и друге функције у разним државним органима и агенцијама. Поставши дио владајућег режима, НС је почела да води политику која се знатно разликовала од изворног страначког програма. Руководство НС је на челу са Новаком Килибардом наставило да заступа ставове који су били уперени не само против тадашњег државног руководства СРЈ, већ и против Војске СРЈ, што је дошло до посебног изражаја уочи и током НАТО агресије у прољеће 1999. године.
Непосредно по окончању рата, у вријеме тешке унутрашње кризе у тадашњој СРЈ, Ђукановићев режим је иступио са захтјевом да се СРЈ трансформише у унију конфедералног типа, најавивши усвајање посебне политичке декларације. Иако је руководство НС током преговора са коалиционим партнерима било склоније моделу лабаве федерације, на крају је ипак прихваћен конфедерални модел. Управо у то вријеме, до изражаја су почела да долазе унутрашња неслагања у врху НС око разних стратешких и тактичких питања. Упркос томе, сагласност са коалиционим партнерима је постигнута: Влада Црне Горе је 5. августа 1999. године усвојила политичку декларацију под називом Основи нових односа Црне Горе и Србије, а у доношењу и промоцији тог документа је активно учествовало и руководство НС.
Такво радикално одступање руководства НС од изворног програма довело је до појаве незадовољства у страначкој бази, а критике су стизале не само од српских опозиционих странака у Црној Гори, већ и од појединих демократских странака у Србији, са којима је НС имала традиционално добру сарадњу. Почетком 2000. године, усљед све већег раскорака између страначког програма и праксе, у странци је дошло до озбиљних унутрашњих подјела. Након сукоба са већим дијелом страначког врха, Новак Килибарда се повукао са функције потпредсједника Владе Црне Горе, на коју је потом изабран Саво Ђурђевац, високи функционер НС. У међувремену, Килибарда је изгубио и функцију предсједника НС, на коју је изабран Драган Шоћ, а високе функције у странци су задржали Предраг Дрецун, Саво Марковић и Предраг Поповић. Међутим, ново руководство НС је упркос позивима опозиционих странака из Србије одбило да учествује на савезним изборима, који су одржани у септембру 2000. године.
До значајног заокрета у политици Народне странке дошло је крајем 2000. године, када су њени коалициони партнери (ДПС и СДП) одлучили да одустану од дотадашњег залагања за конфедерални модел односа између Црне Горе и Србије. Када су ДПС и СДП предложиле да Влада Црне Горе усвоји нову програмску декларацију, засновану на концепту државне независности Црне Горе, руководство НС се успротивило таквом предлогу, бранећи конфедерални модел. Пошто се испоставило да компромис о том питању није могућ, Влада Црне Горе је 28. децембра 2000. године већином гласова усвојила нову политичку декларацију, засновану на концепту државне независности Црне Горе. За усвајање тог документа гласали су министри из редова ДПС и СДП, док су министри из редова НС најавили напуштање владајуће коалиције. Та одлука је реализована почетком јануара 2001. године, када је НС и званично одустала од даљег учешћа у власти, преузевши поново улогу опозиционе странке.
Током раздобља сарадње са владајућом ДПС, од предсједничких избора из 1997. године до почетка 2001. године, руководство НС је својим сврставањем уз владајућу странку значајно допринјело легитимизацији и учвршћивању режима Мила Ђукановића. Иако је касније руководство странке у више наврата покушало да сву одговорност за сарадњу НС са Ђукановићевим режимом припише тадашњем предсједнику Новаку Килибарди, у спровођењу такве политике активно је учествовало целокупно страначко руководство, коме су припадали и каснији челници странке Драган Шоћ и Предраг Поповић.

### Однос према референдуму (2006)
Након раскида сарадње са Ђукановићевим режимом (2001), Народна странка се под руководством Драгана Шоћа почела враћати свом ранијем програмском залагању за очување државног јединства Црне Горе и Србије. На скупштинским изборима који су у Црној Гори одржани у прољеће 2001. године, НС је учествовала у оквиру коалиције "Заједно за Југославију", којој су такође припадале СНП и СНС. Коалиција је освојила 148.513 гласова (40,56%) и 33 посланичка мандата, након чега су поведени преговори са Либералним савезом Црне Горе ради формирања парламентарне већине, али споразум није постигнут, усљед чега је дошло до расписивања нових избора. На скупштинским изборима који су у Црној Гори одржани 2002. године, НС је учествовала у оквиру коалиције "Заједно за промјене", такође са СНП и СНС. Коалиција је освојила 133.900 гласова (37,92%) и 30 посланичких мандата. Након повлачења Драгана Шоћа са функције предсједника НС у марту 2005. године, за новог предсједника је изабран Предраг Поповић.
Након најаве референдума о државном статусу Црне Горе, НС је узела учешће у стварању шире коалиције унионистичких странака. Пошто је крајем 2005. и почетком 2006. године дошло до интензивирања јавне расправе о доношењу посебног референдумског закона, руководство НС се заложило за покретање међустраначких договора који су потом довели до формулисања заједничких ставова унионистичког блока. У то вријеме, Народна странка је заступала став да одлука о независности Црне Горе може бити донијета само ако се у прилог независности изјасни апсолутна већина од укупног броја грађана са правом гласа, а исти став су заступале и друге унионистичке странке. Насупрот томе, црногорске режимске странке су заступале став да је за доношење одлуке о независности довољно да се у прилог независности изјасни проста већина од оног броја грађана који ће изаћи на гласање.
Као посредник у овој расправи појавила се Европска унија, чији су представници предложили компромисно рјешење, по коме би се одлука о независности имала сматрати важећом уколико се у прилог независности изјасни више од 55% у односу на укупан број важећих гласова (укупан број оних који су гласали, умањен за број неважећих гласова). Тај приједлог ЕУ је довео до покретања нових расправа, како међу опозиционим, тако и међу владајућим странкама. Пошто је процјенила да се праг од 55% ипак може достићи, владајућа Демократска партија социјалиста Црне Горе је одлучила да подржи приједлог ЕУ. Међутим, ДПС није могла самостално да изгласа референдумски закон, тако да је кључна улога у избору коначног рјешења припала опозиционим странкама, међу којима је била и Народна странка. Почетком фебруара 2006. године, руководство Народне странке се још увек залагало за принцип апсолуте већине у односу на укупни број бирача. Међутим, под отвореним притиском ЕУ, руководство НС је средином фебруара попустило, а Предраг Поповић је 19. фебруара 2006. године постао први међу страначким лидерима унионистичког блока који се јавно заложио за прихватање приједлога ЕУ. Тај став је наредног дана подржало и Предсједништво НС, а на сједници одржаној 22. фебруара за прихватање приједлога ЕУ се изјаснио и Главни одбор НС. У исто вријеме, приједлог ЕУ су прихватила и руководства осталих унионистичких странака.
Скупштина Црне Горе је 1. марта 2006. године изгласала "Закон о референдуму о државно-правном статусу Републике Црне Горе". Од тадашњег укупног броја посланика (75), за усвајање закона гласало је њих 60, укључујући и посланике Народне странке. Референдум је одржан је 21. маја. Од укупно 484,718 грађана са правом гласа, на референдум је изашло 419,236 (86.49%), а у прилог независности се изјаснило 230,711 грађана, што је представљало 47,5% у односу на укупно бирачко тијело, односно 55,5% у односу на број гласалих. Током спровођења референдумског процеса, дошло је до бројних неправилности, услед којих је легитимитет званично саопштених резултата био доведен у питање.
Званични резултати референдума дјеловали су поразно на Народну странку и остале чланице унионистичког блока, пошто се показало да је изгласавање државне независности Црне Горе, упркос непостојању апсолуте већине, на крају било омогућено управо захваљујући пристајању унионистичких странака на озакоњење изнуђених рјешења, која су била пропагирана од стране Европске уније. Напуштањем основног демократског принципа, по коме се кључне референдумске одлуке од државног и историјског значаја доносе већином гласова у односу на укупан број бирача, тадашње руководство Народне странке је заједно са руководствима других опозиционих странака омогућило владајућој ДПС и другим сепаратистичким странкама да програм државне независности остваре без подршке апсолуте већине бирачког тијела у Црној Гори. Иако је у фебруару био први заговорник прихватања спорног приједлога ЕУ (већина од 55% у односу на број изашлих гласача), предсједник Народне странке Предраг Поповић је непосредно након референдума био изричит у ставу да лидери унионистичког блока не сносе одговорност за исход референдума, нагласивши да ни један од њих не би требало да поднесе оставку.

### Дјелатност након 2006. године
Након референдума, Народна странка је одбила да призна резултате због бројних доказа о намјештању, уцјенама, куповини гласова и неправилностима у бирачким списковима. Међутим, накнадно је прихватила постојеће стање. Након тога, НС се залагала за уклањање Мила Ђукановића са власти и побољшање односа са Србијом. Народна странка је наставила да његује историју, традицију и културу династије Петровић-Његош, сматрајући да је Црна Гора српска национална држава, која по својој специфичној историји и државности ни на који начин не заостаје за Србијом. Народна странка је била у процесу стицања статуса посматрача у Европској народној партији и Међународној демократској унији. Почевши од 2007. године, Народна странка је члан Европског хришћанског политичког покрета.
На скупштинским изборима који су у Црној Гори одржани у септембру 2006. године, НС је наступила у коалицији са СНП и ДСС, остваривши знатно лошији резултат у односу на претходне изборе, усљед чега је предсједник Предраг Поповић понудио оставку, али је након изгласавања повјерења ипак наставио да води странку.
Током расправе о доношењу новог Устава Црне Горе (2007), руководство Народне странке није подржало приједлог Српске листе да се да основу заставе Црне Горе узме црвено-плаво-бијела тробојка, већ је подржало приједлог СНП да се средишња боја дефинише као плаветна, чиме је потврђен став који је НС имала према том питању још од времена Новака Килибарде. Иако је тај израз, који је био поетски синоним за плаву боју, својевремено (1993-1994) злоупотребљен од стране режима ради увођења у заставу потпуно нове свијетлоплаве боје, руководство Народне странке је прешло преко бројних упозорења стручне и шире српске јавности, ослонивши се на тумачења свог високог функционера Јована Маркуша, који је исте 2007. године објавио прегледан рад о државним симболима Црне Горе, у коме је ово питање релативизовано, ради спасавања страначког угледа.
Током 2008. године, у руководству странке дошло је до спора између предсједника Предрага Поповића и потпредсједника Живка Пековића, који је затражио Поповићеву оставку или смјену због поновног одступања од изворних страначких начела. Међутим, већи дио руководства је остао уз Поповића, који је наставио да води странку. Крајем исте године, руководство НС није подржало приједлог Српске народне странке о уједињењу српских и просрпских странака у Црној Гори, уз образложење да би Народна странка тиме нестала са политичке сцене, што је од стране Предрага Поповића оцјењено као неприхватљиво.
Почетком 2009. године, руководство НС је на челу са Предрагом Поповићем изразило спремност на сарадњу са црногорским владајућим странкама, што је наишло на лош одјек у страначкој бази. Управо у то вријеме, бивши предсједник Народне странке Драган Шоћ објавио је своју одлуку о повлачењу из активног бављења политиком. Уочи скупштинских избора који су у Црној Гори одржани у марту 2009. године, Народна странка је у заједници са Демократском српском странком формирала Народњачку коалицију, која није успјела да пређе изборни праг, освојивши 9448 гласова (2,86%). Тиме је НС остала без мандата, изгубивши по први пут у својој историји статус парламентарне странке. Упркос томе, Предраг Поповић је у прољеће исте године поново изабран за предсједника НС.
Народна странка се почетком 2011. године нашла у незавидном положају, пошто је њеном предсједнику Предрагу Поповићу због додатног узимања држављанства Србије одузето држављанство Црне Горе, које му је враћено тек 2016. године. У међувремену, питање држављанства страначког предсједника се негативно одразило на учешће странке у политичком животу, као и на вођење страначких послова. Непосредно након одузимања држављанства, за замјеника предсједника НС је на Поповићев приједлог изабран Дејан Вучићевић, који је крајем 2011. године именован и за вршиоца дужности предсједника НС, што је сматрано привременим рјешењем. Пошто се рјешавање питања о Поповићевом држављанству одужило, функција вршиоца дужности предсједника НС је у међувремену пренета на Јована Маркуша, а такво стање је трајало све до 2016. године, када је Поповићу враћено држављанство, након чега је поново преузео активно обављање функције предсједника НС.
У међувремену, током трајања в.д. стања (2011-2016), странка је претрпела неколико узастопних изборних неуспјеха, како на државном, тако и на локалном нивоу. Иако се средином 2012. године укључила у стварање коалиције под називом Српска слога, странка није успјела да поврати парламентарни статус, пошто је коалициона листа на скупштинским изборима који су одржани у октобру исте године освојила свега 5,275 гласова (1,45%), што није било довољно за добијање посланичких мандата, тако да је НС поново остала изван парламента.
Током 2014. године, у вријеме припрема за одржавање локалних избора у Црној Гори, дио страначког руководства око Предрага Поповића почео да заговара улазак НС у коалицију са Демократском партијом социјалиста Црне Горе. У то време, могући повратак у редове НС је најавио и бивши страначки потпредсједник Предраг Дрецун, који се залагао за грађанско усмјерење странке и сарадњу са владајућим режимом. Замисао о коалицији са ДПС није остварена, али је допринијела покретању разних питања о држању страначког руководства у неким ранијим и новијим збивањима, што је довело до даљег осипања странке, која 2016. године није учествовала на скупштинским изборима у Црној Гори. У прољеће 2017. године, дотадашњи страначки предсједник Предраг Поповић је објавио да напушта активно бављење политиком.
Током 2018. године, појавила се иницијатива за реорганизацију и обнову страначког рада. Тим поводом се јавила и замисао о уједињењу Народне странке са Демократском српском странком, али та иницијатива није спроведена у дјело.

## Избори
| Година | Бр. гласова      | % гласова        | Освојени мандати | Промјене   | Коалиција    | Власт            | Лидер           |
| ------ | ---------------- | ---------------- | ---------------- | ---------- | ------------ | ---------------- | --------------- |
| 1990.  | 39.146           | 12,84%           | 13 / 125         | Стагнација | —            | опозиција        | Новак Килибарда |
| 1992.  | 37.549           | 12,71%           | 14 / 71          | 1          | —            | опозиција        | Новак Килибарда |
| 1996.  | 74.963           | 24,91%           | 11 / 71          | 3          | ЛСЦГ—НС      | опозиција        | Новак Килибарда |
| 1998.  | 170.080          | 48,87%           | 5 / 75           | 6          | ЕЦГ          | владајућа        | Новак Килибарда |
| 2001.  | 148.513          | 40,56%           | 9 / 75           | 4          | ЗЗЈ          | опозиција        | Драган Шоћ      |
| 2002.  | 133.900          | 38,4%            | 5 / 75           | 4          | ЗЗП          | опозиција        | Драган Шоћ      |
| 2006.  | 47.683           | 14,07%           | 2 / 81           | 3          | СНП—НС—ДСС   | опозиција        | Предраг Поповић |
| 2009.  | 9.448            | 2,86%            | 0 / 81           | 2          | НС—ДСС       | ванпарламентарна | Предраг Поповић |
| 2012.  | 5.275            | 1,45%            | 0 / 81           | Стагнација | Српска слога | ванпарламентарна | Предраг Поповић |
| 2016.  | Није учествовала | Није учествовала | 0 / 81           | Стагнација | —            | ванпарламентарна | Предраг Поповић |